# Municipalita Keda
Municipalita Keda je jedna z šesti správních územních jednotek v autonomní oblasti Adžárie v Gruzii. Mezi lety 1930 až 2006 nesla označení Kedský okres (rajon). Administrativním centrem je město Keda.

## Charakteristika municipality
Charakteristika:
- Rozloha: 452 km2
- Počet obyvatel: 16 760 obyvatel (2014)
- Úřední jazyk: gruzínština
- Náboženské vyznání většiny obyvatel: Muslim  62,1%, pravoslaví 31,3%[1]

Národnostní složení (2014): Gruzíni – 99,9%
Hranice:
- na severu sousedí s municipalitami autonomní republiky Adžárie – Municipalita Kobuleti
- na západě sousedí s municipalitami autonomní republiky Adžárie – Municipalita Chelvačauri
- na východě sousedí s municipalitami autonomní republiky Adžárie – Municipalita Šuachevi
- na jihu sousedí s Tureckem – provincie Artvin

## Seznam obcí
Centrem municipality je město Keda.
Municipalitou Keda tvoří celkem 11 administrativních jednotek (2014):
| Administrativní jednotka | Obec                    | Počet obyvatel (2014) | Komunikace      |
| ------------------------ | ----------------------- | --------------------- | --------------- |
| Kedský                   | vedlejší z Keda (město) | 1510                  | S1              |
| Kedský                   | Arsenauli               | 89                    | vedlejší z Kedy |
| Kedský                   | Akuca                   | 262                   | vedlejší z Kedy |
| Kedský                   | Gulebi                  | 235                   | vedlejší z Kedy |
| Kedský                   | Zendydy                 | 297                   | vedlejší z Kedy |
| Kedský                   | Koromchety              | 160                   | vedlejší z S1   |
| Kedský                   | Orcva                   | 232                   | vedlejší z S1   |
| Kedský                   | Keda (obec)             | 149                   | S1              |
| Kedský                   | Ševaburi                | 89                    | vedlejší z Kedy |
| Kedský                   | Cchemna                 | 156                   | S1              |
| Kedský                   | Dzencmany               | 197                   | vedlejší z S1   |
| Kedský                   | Chunkuda                | 122                   | vedlejší z Kedy |
| Dandalský                | Baladze'ebi             | 116                   |                 |
| Dandalský                | Gogijašvilebi           | 194                   | vedlejší z S1   |
| Dandalský                | Dandalo                 | 347                   | S1              |
| Dandalský                | Mosijašvilebi           | 169                   | vedlejší z S1   |
| Dandalský                | Takidze'ebi             | 186                   | vedlejší z S1   |
| Dandalský                | Charaula                | 639                   | vedlejší z S1   |
| Dandalský                | Džalabašvilebi          | 310                   | vedlejší z S1   |
| Dologanský               | Dologany                | 417                   | S1              |
| Dologanský               | Čalachmela              | 162                   | S1              |
| Dologanský               | Činkadze'ebi            | 202                   | vedlejší z S1   |
| Zvarský                  | Vaijo                   | 409                   | vedlejší z S1   |
| Zvarský                  | Zesopeli                | 205                   | vedlejší z S1   |
| Zvarský                  | Zvare                   | 201                   | S1              |
| Zvarský                  | Kvašta                  | 279                   | vedlejší z S1   |
| Zvarský                  | Sirabidze'ebi           | 252                   | vedlejší z S1   |
| Machuncetský             | Kveda Machuncety        | 439                   | S1              |
| Machuncetský             | Zeda Bzubzu             | 306                   | vedlejší z S1   |
| Machuncetský             | Zeda Machuncety         | 203                   | S1              |
| Machuncetský             | Zundaga                 | 299                   | vedlejší z S1   |
| Machuncetský             | Milisi                  | 123                   | vedlejší z S1   |
| Machuncetský             | Namlisevi               | 158                   | vedlejší z S1   |
| Machuncetský             | Učchity                 | 260                   | vedlejší z S1   |
| Machuncetský             | Kveda Bzubzu            | 261                   | vedlejší z S1   |
| Machuncetský             | Kosopeli                | 72                    | vedlejší z S1   |
| Meriská                  | Garetke                 | 89                    | vedlejší z Kedy |
| Meriská                  | Gundauri                | 218                   | vedlejší z Kedy |
| Meriská                  | Inašaridze'ebi          | 200                   | vedlejší z Kedy |
| Meriská                  | Merisi                  | 300                   | vedlejší z Kedy |
| Meriská                  | Namonastrevi            | 60                    | vedlejší z Kedy |
| Meriská                  | Silibauri               | 117                   | vedlejší z Kedy |
| Meriská                  | Sichalidze'ebi          | 148                   | vedlejší z Kedy |
| Oktomberská              | Agota                   | 122                   | vedlejší z Kedy |
| Oktomberská              | Goginydze'ebi           | 95                    | vedlejší z Kedy |
| Oktomberská              | Kučula                  | 201                   | vedlejší z Kedy |
| Oktomberská              | Medzibna                | 188                   | vedlejší z Kedy |
| Oktomberská              | Oktomberi               | 247                   | vedlejší z Kedy |
| Majiská                  | Zeda Agara              | 106                   | vedlejší z S1   |
| Majiská                  | Kolotauri               | 473                   | vedlejší z S1   |
| Majiská                  | Pirveli Majisi          | 525                   | S1              |
| Majiská                  | Kveda Agara             | 109                   | vedlejší z S1   |
| Cchmorisská              | Acho                    | 594                   | vedlejší z S1   |
| Cchmorisská              | Gegelidze'ebi           | 428                   | vedlejší z S1   |
| Cchmorisská              | Gobronety               | 251                   | vedlejší z S1   |
| Cchmorisská              | Kokotauri               | 545                   | S1              |
| Cchmorisská              | Četkidze'ebi            | 187                   | vedlejší z S1   |
| Cchmorisská              | Cchmorisi               | 600                   | S1              |
| Conyjarisská             | Abuketa                 | 279                   | vedlejší z S1   |
| Conyjarisská             | Vardžanysi              | 185                   | vedlejší z S1   |
| Conyjarisská             | Kantauri                | 76                    | vedlejší z S1   |
| Conyjarisská             | Tybeta                  | 154                   | vedlejší z S1   |
| Conyjarisská             | Conyjarisi              | 499                   | vedlejší z S1   |
| Conyjarisská             | Sabaduri                | 57                    |                 |